# Lorna (banda desenhada)
Lorna and Her Robot é uma série dde história em quadrinhos dos gêneros erótico e ficção científica, criada em 1979 por Carlos Saiz Cidoncha (roteiro) e Alfonso Azpiri (desenhos) e desenvolvido pelo último deles como único autor.
Lorna foi lançada na revista Mastia e foi continuada nas revistas Cimoc e Humor a Tope, Lorna, também foi publicada em  "Penthouse" e "Heavy Metal". A Norma Editorial lançou oito álbuns compilando suas histórias:
- 1981 Lorna (ouLorna y su robot) (ISBN 84-85475-04-6)
- 1984 Las nuevas aventuras de Lorna y su robot (ISBN 84-85475-50-X)
- 1996 Druuna, Lorna Mouse Club (ISBN 84-8431-672-6)
- 1998 Leviatán (ISBN 84-7904-652-X)
- 2001 El arka (ISBN 84-8431-344-1)
- 2003 El ojo de Dart-An-Gor (ISBN 84-8431-810-9)
- 2005 Sombras perdidas (ISBN 84-9814-069-2)
- 2006 Las torres negras (ISBN 84-9814-060-9)

Mais tarde, a editora Planeta deAgostini começou a compilar a série em uma coleção "integral" em 2009, e publicou novos títulos:
- 2010 El cementerio de marfil rojo (ISBN 978-84-674-9182-1)
- 2011 Rescate (ISBN 978-84-684-0235-2)